# Cookie's Fortune
Cookie's Fortune is een Amerikaanse filmkomedie uit 1999 onder regie van Robert Altman.

## Verhaal
De weduwe Cookie Orcutt deelt een statig huis met Willis Richland, een zwarte van middelbare leeftijd. Haar nichten Camille Dixon en Cora Duvall wonen vlakbij. Alle dorpelingen worden door Camille uitgenodigd om deel te nemen aan het plaatselijke paasspel. Op de dag voor de première ontdekt Camille dat Cookie dood is. De politie begint een moordonderzoek.

## Rolverdeling
| Acteur            | Personage       |
| ----------------- | --------------- |
| Glenn Close       | Camille Dixon   |
| Julianne Moore    | Cora Duvall     |
| Liv Tyler         | Emma Duvall     |
| Chris O'Donnell   | Jason Brown     |
| Charles S. Dutton | Willis Richland |
| Patricia Neal     | Cookie Orcutt   |
| Ned Beatty        | Lester Boyle    |
| Courtney B. Vance | Otis Tucker     |
| Donald Moffat     | Jack Palmer     |
| Lyle Lovett       | Manny Hood      |
| Danny Darst       | Billy Cox       |
| Matt Malloy       | Eddie Pitts     |
| Randle Mell       | Patrick Freeman |
| Niecy Nash        | Wanda Carter    |
| Rufus Thomas      | The Johnson     |